# Driftsäkerhet

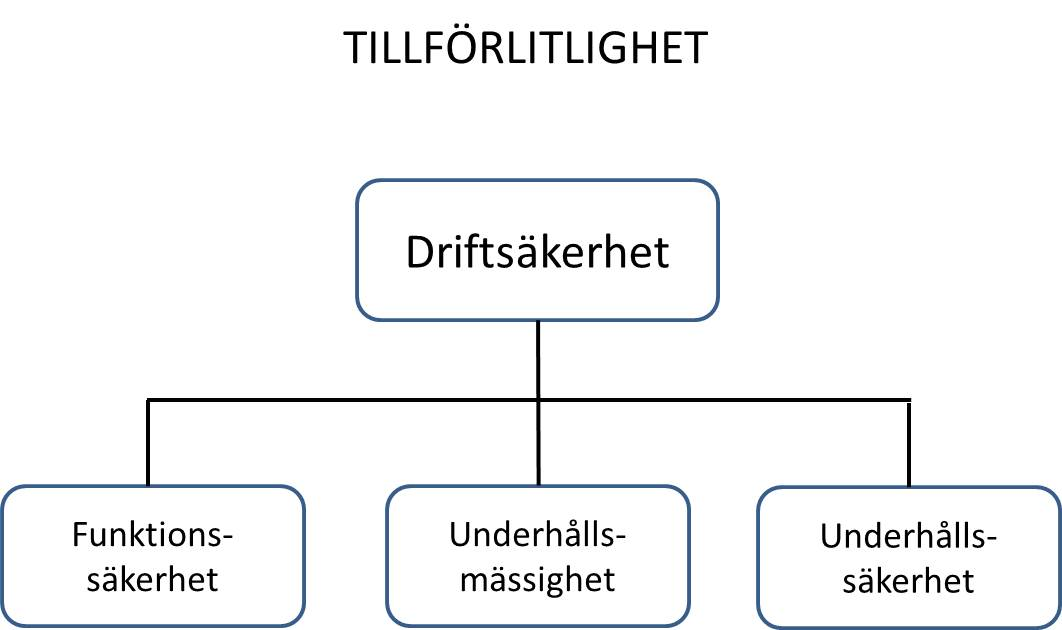

Driftsäkerhet kan definieras som ”förmågan hos en enhet att kunna utföra avkrävd funktion under angivna betingelser vid ett givet tillfälle eller under ett angivet tidsintervall, förutsatt att erforderliga stödfunktioner finns tillgängliga”.
1. Driftsäkerheten är beroende av de kombinerade egenskaperna funktionssäkerhet, underhållsmässighet och underhållssäkerhet.
2. Erforderliga stödfunktioner, andra än underhållsresurser, påverkar inte enhetens tillgänglighet.

Ett mått på driftsäkerhet är tillgänglighet (engelska: availability).

## Mått för tillgänglighet
Det finns flera sätt att mäta tillgänglighet. Samtliga begrepp måste definieras i varje fall. Det finns flera faktorer att ta hänsyn till, till exempel momentant värde, medelvärde eller asymptotiskt värde.
Enhet är dimensionslös eller procent. Otillgänglighet = 1 - tillgänglighet.
Allmän metod för mått på tillgänglighet
{\displaystyle {\mbox{Tillgänglighet}}={\frac {\text{medelklartid}}{{\text{medelklartid}}+{\text{medelhindertid}}}}}
Denna tillgänglighetsmetod tar hänsyn till total tid och är lämplig för system som alltid är i drift, till exempel kraftnät, telefonväxlar mm. Här förekommer typiskt mycket höga tillförlitlighetssiffror, till exempel 99,9999%.
Inre tillgänglighet (inherent availability) som enbart beror på det tekniska systemet:
{\displaystyle {\mbox{Tillgänglighet}}={\frac {\text{MTTF}}{{\text{MTTF}}+{\text{MTTR}}}}}
Med den metoden tas endast hänsyn till avhjälpande underhåll. Denna metod är lämplig för system som har en planerad drifttid som till exempel spårvagnar där planerat underhåll görs under planerat stopp (när trafiken ligger nere). I denna kategori förekommer tillförlitlighetssiffror på till exempel 99,5%.
- MTTF = Medeltid till fel (Mean time to failure)
- MTTR = Medeltid till återställning (Mean time to restoration)

Systemtillgänglighet (achieved availability) som enbart beror på det tekniska systemet och på det underhållstekniska systemet:
{\displaystyle {\mbox{Tillgänglighet}}={\frac {\text{MTTF}}{{\text{MTTF}}+{\text{MTTR}}+{\text{MWT}}}}}
- MWT = Administrativ väntetid (Mean waiting time)

Drifttillgänglighet (operational availability) som beror på det tekniska systemet, det underhållstekniska systemet och ledningssystemet för drift:
{\displaystyle {\mbox{Tillgänglighet}}={\frac {\text{MTTM}}{{\text{MTTM}}+{\text{M}}+{\text{MWT}}}}}
- MTTM = Medeltid till underhållsåtgärder (Mean time to maintenance)
- M = Medeltidsåtgång för underhållsåtgärder (Mean maintenance time)

Resurstillgänglighet: Ett annat sätt att mäta tillgänglighet är: tillgängliga resurser / alla resurser (till exempel antal tåg tillgängliga för trafik kl 05:00 på morgonen varje dag / antalet tåg i flottan).
Varje operatör eller bransch har sina definitioner och mätmetoder som måste definieras och följas för att kunna följa upp driften på ett reproducerbart sätt.

## Exempel
Om vi har ett system som har en medeltid mellan fel, MTTF, på 5 år och en återställandetid, MTTR, på 8 timmar:
MTTF = 5 * 24 * 365 = 43 800  timmar
Tillgänglighet= MTTF/(MTTF+MTTR) = 43 800 / (43 800 + 8 ) = 99,9817%
Otillgänglighet = 1 – Tillgänglighet = 0,0183%

## Standardisering
Standarder inom området underhåll distribueras i Sverige av SIS Swedish Standards Institute i arbetsgruppen  TK113 Underhåll. Utvecklingen av dessa standarder sker i samverkan med kommittédeltagarna, bl.a. Riksorganisationen Svenskt Underhåll. 